# Дом торгового товарищества «Братья Елисеевы»
Дом торгового товарищества «Братья Елисеевы» (Елисеевский магазин) — здание на углу Невского проспекта (дом 56) и Малой Садовой улицы (дом 8) в Санкт-Петербурге, памятник архитектуры раннего модерна.

## Характеристика здания
Дом был построен в 1902—1903 годах архитектором Гавриилом Васильевичем Барановским для магазина колониальных товаров торгового товарищества «Братья Елисеевы». Здание выделяется на фоне классической архитектуры Невского проспекта своими витражами, скульптурами и роскошью отделки. Стиль здания был призван показать богатство товарищества и привлечь внимание потенциальных покупателей. Витраж на Невской стороне здания, покрывающий несколько этажей, создаёт впечатление одной громадной витрины. На фасаде установлены четыре скульптуры А. Г. Адамсона «Промышленность», «Торговля», «Искусство» и «Наука».

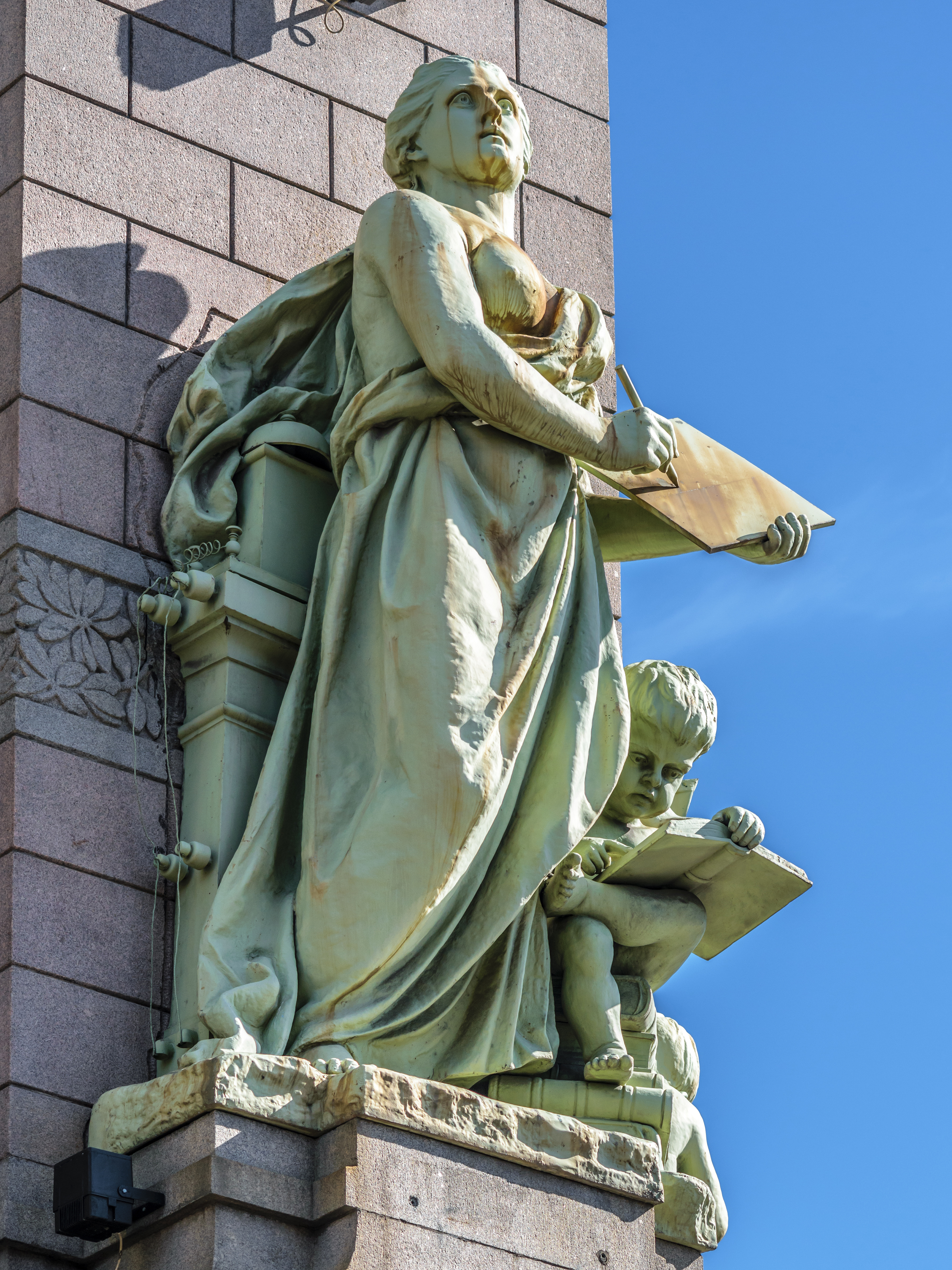
Наука
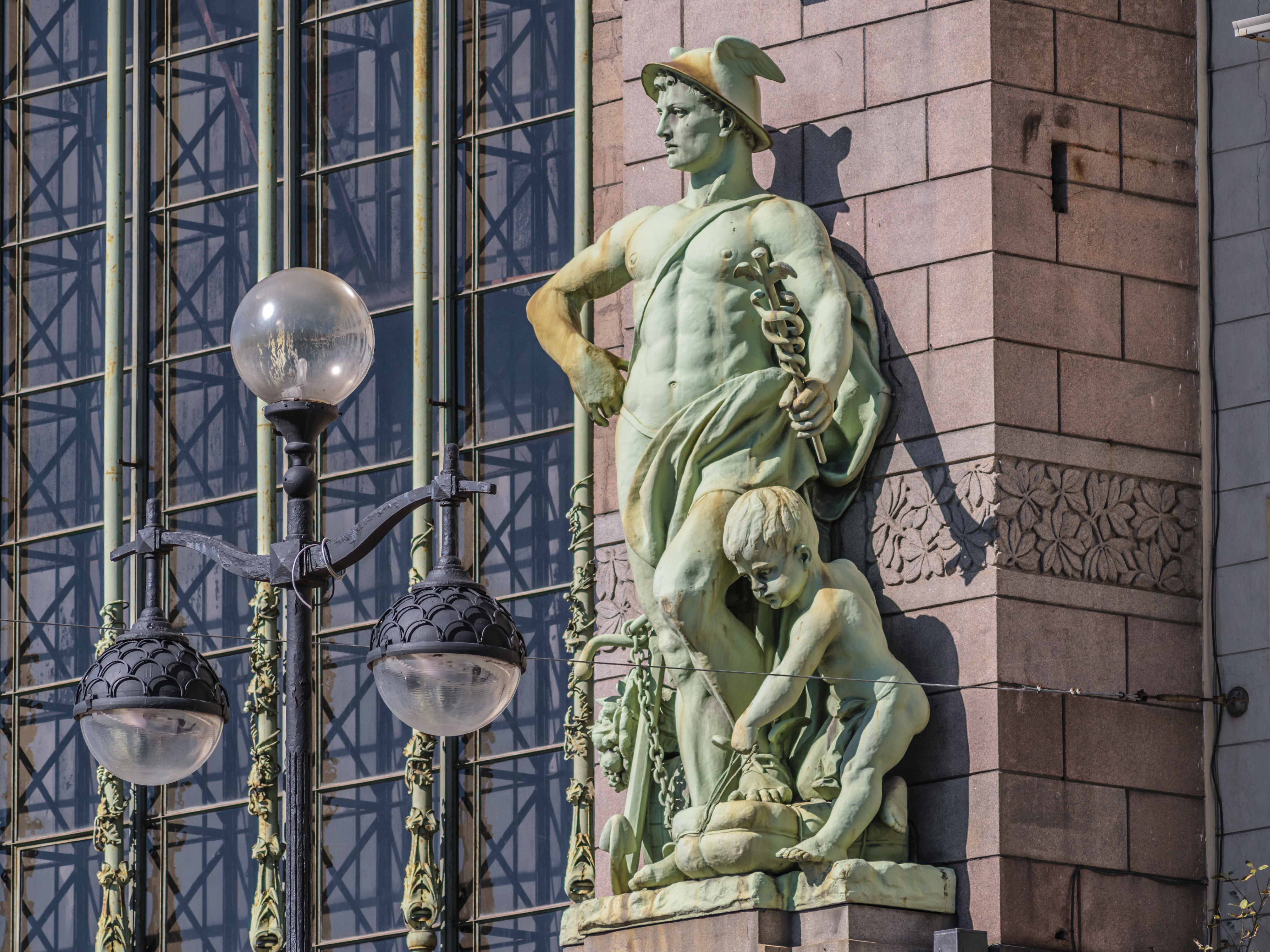
Торговля
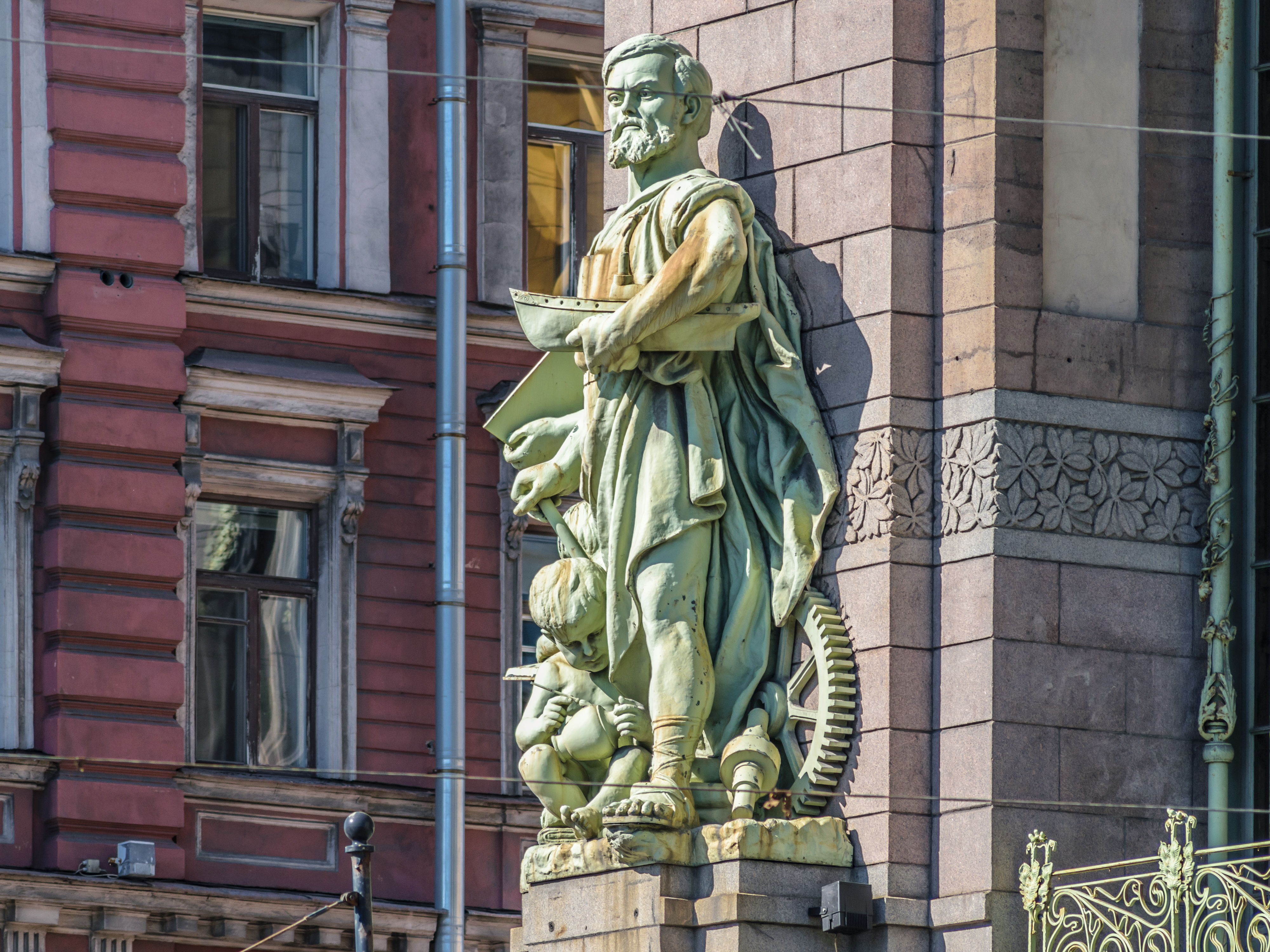
Промышленность
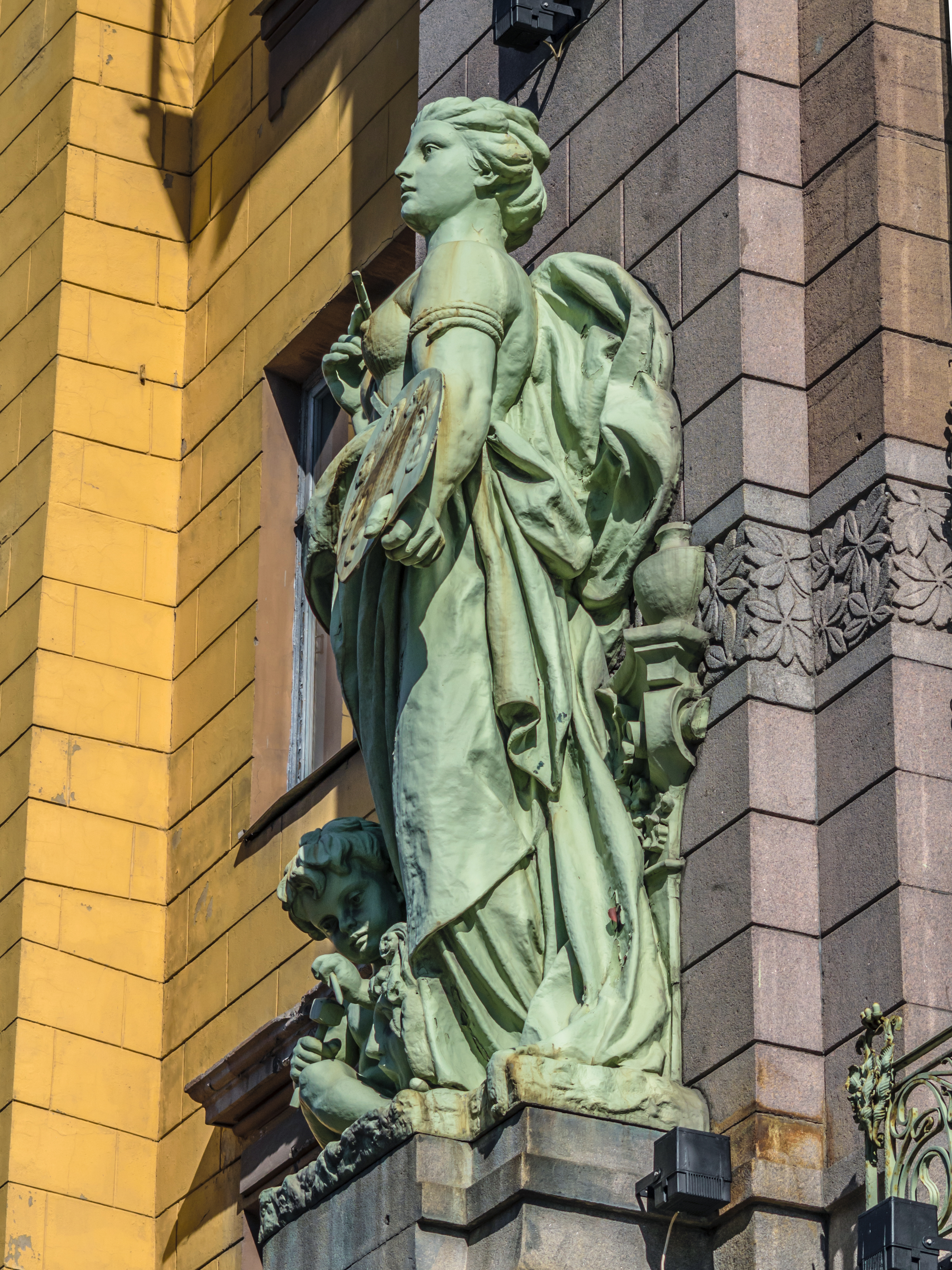
Искусство

Внутри было три торговых зала, украшенных зеркалами и бронзовыми светильниками. На втором этаже здания располагались банк, коммерческие курсы, основанные Елисеевыми, и зал, сдававшийся в аренду театральным труппам. В подвальном помещении были склады, холодильники и один из самых лучших винных погребов Европы.

## Градостроительная ситуация
Дом торгового товарищества агрессивно и решительно вторгся в застройку Невского проспекта. Контраста добавляет стиль постройки, модерн с элементами эклектики, ведь среда, в которой здание было построено, — классицистические ансамбли. Модерн в России как раз только набирал силу. Однако нельзя сказать, что магазин был первопроходцем в этой сфере. Зато, вместе с домом «Зингера» (П. Сюзор), Елисеевский магазин является наиярчайшим представителем русского модерна.
Здание торгового товарищества «Братья Елисеевы» располагается на пересечении Малой Садовой улицы и Невского проспекта. Для его постройки было выбрано видное и престижное место напротив Екатерининского сквера Александринского театра (ныне Российский государственный академический театр драмы им. А. С. Пушкина), вблизи Аничкова дворца и Публичной библиотеки, Большого Гостиного двора и Пассажа, по соседству с несколькими банками, то есть в сердце торговли и культуры.
Выбранный участок был застроен периметрально. Здесь располагался трёхэтажный дом конца XVIII века, увеличенный до 5 этажей в 1863 году. Справа по проспекту участок граничил с Международным коммерческим банком. Строительство Барановский начал с реконструкции прилегающих к участку зданий. Была произведена надстройка дворового флигеля и реконструирован корпус по Малой Садовой улице в строгой стилистике, близкой к контексту, что можно расценить как зарождение неоклассицизма. Кроме того, была осуществлена реконструкция правого корпуса на Невском проспекте: нижний ярус был визуально утяжелён рустовкой и раскрыт витринами.
Решение самого здания товарищества, как нового общественного объекта с центральным магазином и театрально-концертным залом требовало эффектного, контрастного окружению решения. Гигантская арка-витраж главного фасада, контрастные сочетания гранита, железа и стекла, аллегорические скульптурные группы, изобильный затейливый декор вырывают здание из сложившегося окружения классицистических ансамблей, заставляют звучать акцентом в застройке Невского проспекта.

## Композиция фасадов
Формообразующей основой композиции углового здания служит его рамная конструкция. Восемь мощных пилонов (по четыре с боковых сторон) поддерживают балки перекрытий. Поэтому здесь нет стен в привычном понимании — боковая стена представлена чередованием пилонов и высоких прямоугольных проемов, что помогает отразить зальную структуру. Главный фасад решён в виде грандиозной арки, равной по высоте пяти этажам соседних зданий.
Арка главного фасада объединяет объём магазина и театра и является фокусом композиции. Она одновременно акцент и тектонический пролом в развертке улицы. Этот приём не являлся новаторским для архитектуры модерна, но был нов для застройки Невского проспекта, что усилило эффект.
Арочный объём заключён в раму из цельных блоков гранита грубой фактуры. Архитектора можно упрекнуть за подлог: железобетонное перекрытие замаскировано под гранит, но это не совсем справедливо. Контур арки главного фасада пологий, сдавленный тяжеловесностью верхнего яруса и сближен с очертанием несущей рамы.
Рустовка фасадов выполнена в два яруса: нижний объём пилонов, играющий роль постамента для статуй, выполнен из более крупных блоков. Незыблемость и монументальность этих элементов разбавлена декором. Щелевидные окошки верхнего яруса облегчают восприятие вертикальной композиции. Крупные проемы обоих фасадов расшиты тонкими металлическими столбиками, разделяющими объём на узкие арочки.
Ажурная решётка переплетов играет чисто декоративную роль. Являясь примером игры в конструкцию и символического осмысления металлических форм, она отличается особым изяществом, почти мелодичным звучанием, уподобляя проёмы фасадов музыкальному инструменту — лире (метафорическое указание функции концертного зала).
В оформлении главного фасада Барановский использовал элементы классицизма и растительные формы. Кронштейны балкона с волютами, пилястры верхнего яруса, карниз с сухариками. Вместе с тем в граните высечены орнаменты из каштановых листьев, а чисто декоративные металлические конструкции, заполнившие арку окна и верхнюю часть витрин, оплетены выкованными стеблями и листвой. Фирменными чертами модерна можно посчитать женскую маску-горельеф над аркой и бег спиралевидных завитков растений, создающий эффект непрерывного движения, стремительного роста.
Кроме того, Барановский использовал элемент характерный для доходных домов Парижа — балконы над витриной и на верхнем этаже (уровень фойе театра).
Архитектору не удалось избежать приторности, характерной для поздней эклектики. Особенно заметно это в решении кровли. Её фигурность преобразует утилитарный объём в эффектный венец композиции. Эта черта в очередной раз служит выделением и даже противопоставлением здания всему существующему на проспекте, ведь раньше в застройке Санкт-Петербурга покрытия оставались нейтральными частями для всех архитектурных объектов кроме культовых. Конструкция покрытия выполнена из ферм. Филигранный узор кровли дополняют вертикальные акценты — башенки с львиными масками и вазонами (служат для завершения пилонов) по углам и шпили (впоследствии были утрачены). Эти элементы позволили архитектору изменить сам силуэт Невского, превысив ими лимит высоты (23,5 метра).
Скульптурное оформление демонстрировало основы современной цивилизации: торговлю и промышленность, науку и искусство. Каждая тема представлена мужской или женской фигурой с сидячим мальчиком и соответствующими атрибутами. Елисеевы держали один из лучших в стране винных погребов. Поэтому, когда купцами была занята четверть объёма винной торговли в стране, Елисеевы построили собственный торговый флот — 3 судна. Этот успех и был закреплен в скульптурном решении. У ног бога торговли Меркурия стоит якорь — символ покорения морских путей. А в руках Вулкана, олицетворяющего промышленность, символ судостроения — корабль. Скульптуры расставлены на уровне театрального зала и поддерживаются нижними отрезками пилонов и кронштейнами.
Группа крупных скульптур с ясно читающейся пластикой форм были связаны единой тематикой с ансамблем витражей театральной части (утрачены). Эти многофигурные сложные по композиции витражи выполняли ряд функций: заменяли стены театральному залу, преображая его внутреннее пространство, и обогащали внешнее, особенно в темное время суток, подсвеченные изнутри. Изображая множество исторических, легендарных и костюмных персонажей, изображения не были едины и носили несколько салонный оттенок.
Характерные для данной постройки противоречия художественных приемов, таких как деформация пропорций, стилизованные мотивы витражей и ковки, присущие классицизму элементы оформления и натурализм скульптурных групп, стали отражением становления нового стиля.

## Интерьер и планировочное решение
Первые этажи как в правом корпусе, так и в угловом, были заняты торговыми залами магазинов. В здании на Невском проспекте также размещались ломбард и квартиры. Очень компактное основное здание было развито по вертикали и состояло из зальных пространств друг над другом: магазин, универсальный концертный зал и фойе-ресторан. Во дворе размещался Русско-Китайский банк.
Главным недостатком внутренней планировки можно назвать неудобство и малые размеры кулуаров и нелогичное размещение фойе (на уровень выше самого зала) — все это стало следствием крайней компактности здания.
Торговый зал был связан со столовой и конторами. Подвальные склады были оборудованы холодильниками и обогревателями для обеспечения дифференцированного температурного режима. Интерьер магазина отличается редкой сохранностью для петербургского модерна. Витражи и лепнина, осветительные приборы и ажурные решетки — весь декор и фойе и магазина заполнен стилизованными растительными мотивами. Завершающим акцентом в решении интерьера первого этажа стало огромное зеркало фасолевидной формы на северной стороне магазина. Вдвое расширяя пространство, оно перекликается с остеклением тамбура, а его форма, характерная для оформления витрин и входов парижских магазинов и ресторанов, является отличительной чертой раннего модерна. В оформлении фойе основным элементом композиции стала лёгкая колоннада. Малую высоту третьего этажа отчасти скрадывает подъём падуги, а её растительный декор плавно перетекает на плафон.
Над зеркальной нишей торгового зала, нависает дугообразный лёгкий балкон с золочёным ограждением. Он выходил в сдержанно отделанную приёмную. В ней, несмотря на оформление стен и витую чугунную лестницу, обстановка была чопорной. Здесь ждали приёма поставщики товаров.
Зрительный зал включал в себя партер на 480 мест и три ложи, расположенные над проходами из аванзала. Небольшой сценический портал в форме пологой арки был оформлен в духе венского сецессиона. Пейзажное панно над порталом написано в упрощённой манере. На занавесе, видимом между драпировками, был изображен памятник Екатерине II на фоне Александринского театра, что являлось зеркальным отражением реальности, скрытой за витражом. Простенки зала были декорированы по бокам изящными колоннами нестрогих пропорций. Конструкция перекрытия — бетонные балки, были открыты наружу и разделяли потолок на глубокие кессоны. Лепка растительного и геометрического характера, панели и зеркала, балконные решётки и хрустальные люстры довершали оформление интерьера, представлявшего собой один из самых значительных образцов синтеза искусств русского модерна. После почти полной утраты внутренней отделки, зрительный зал был реконструирован в 2006—2009 гг. В ходе работ удалось облагородить облик зала и вернуть отголоски оригинальной стилистики.
Овальная парадная лестница, связывающая все этажи, выдвинута во двор. На ней сохранилось оригинальное ограждение, на нижней площадке установлены мозаичные витражи, аналогичные витринам торгового зала, а выше — расписные витражи с персонажами Театра комедии, исполненные по эскизам Н. П. Акимова. С другой стороны двора, навстречу округлому объёму лестницы, выступает граненый корпус Русско-Китайского банка. На его гранях чередуются широкие и парные узкие окна. Эти крупные объёмы, спрятанные внутри квартала, при своей функциональной простоте обладают пластической выразительностью общей лаконичной формы.
Петербургский Елисеевский магазин уступает московскому в размерах и пышности, но их роднит тяга к богатству, театрализации и оптическим эффектам.
Цветовое и световое решения фасадов и внутреннего убранства полностью подчинялись главной задаче — продемонстрировать богатство и торговый успех семьи Елисеевых, привлечь публику феерией объёмов, новаторских решений и особой атмосферой торговли самыми качественными товарами в стране.
Коричнево-розовый гранит пилонов, погашающих распор арки, спокойный травяной цвет вьющегося металла, игра отражений и бликов огромной арки — противопоставление материалов усиливает их свойства: прочность камня, пластичность и легкость металла и светопроницаемость стекла.
Интерьеру торгового зала присущ культ искусственной, оторванной от жизни красоты. Четыре электрические люстры украшены россыпью цветов из молочного стекла и заполняют зал мягким, рассеянным жёлтым светом. Несмотря на огромное количество светильников, в зале всегда царил легкий полумрак — дань ар нуво — во всём должна быть волнующая атмосфера загадочности, намёк на тайну. Витражный рисунок под потолком торгового зала, повторял один и тот же рисунок древа жизни (эмблема венского сецессиона и главный образ символизма), решённый в разных цветовых гаммах. Интенсивный колорит определяется сочетаниями основных хроматических цветов — синего, красного, жёлтого, зелёного, фиолетового. Они мелькают, словно в калейдоскопе. Растения заключены в округлые фигуры. Высокая мера стилизации, обобщённость и геометричность форм и цветовых пятен подчёркивают мозаичность витражей. Всё это вызывало атмосферу лёгкого головокружения, иной реальности, на что, безусловно, и рассчитывали Елисеевы.
Задуманный Барановским театральный зал — варьете с круглыми столиками, был предназначен скорее для празднеств, чем для наслаждения театральными премьерами. Но помещение было сдано в аренду для театра сатиры. Помещение оформили в светло-жёлтых тонах и обставили креслами, оббитыми зелёным плюшем. Подъём по мраморной лестнице, ведущей в театр, сопровождался калейдоскопом витражей повторяющих образ мирового древа. А театральное фойе, или белый зал, было оформлено традиционно и сдержанно. Здесь, в личном ресторане, купеческая семья вместе с самыми близкими гостями могли пообедать — богатство купцов позволяло держать личных слуг, поваров, официантов.

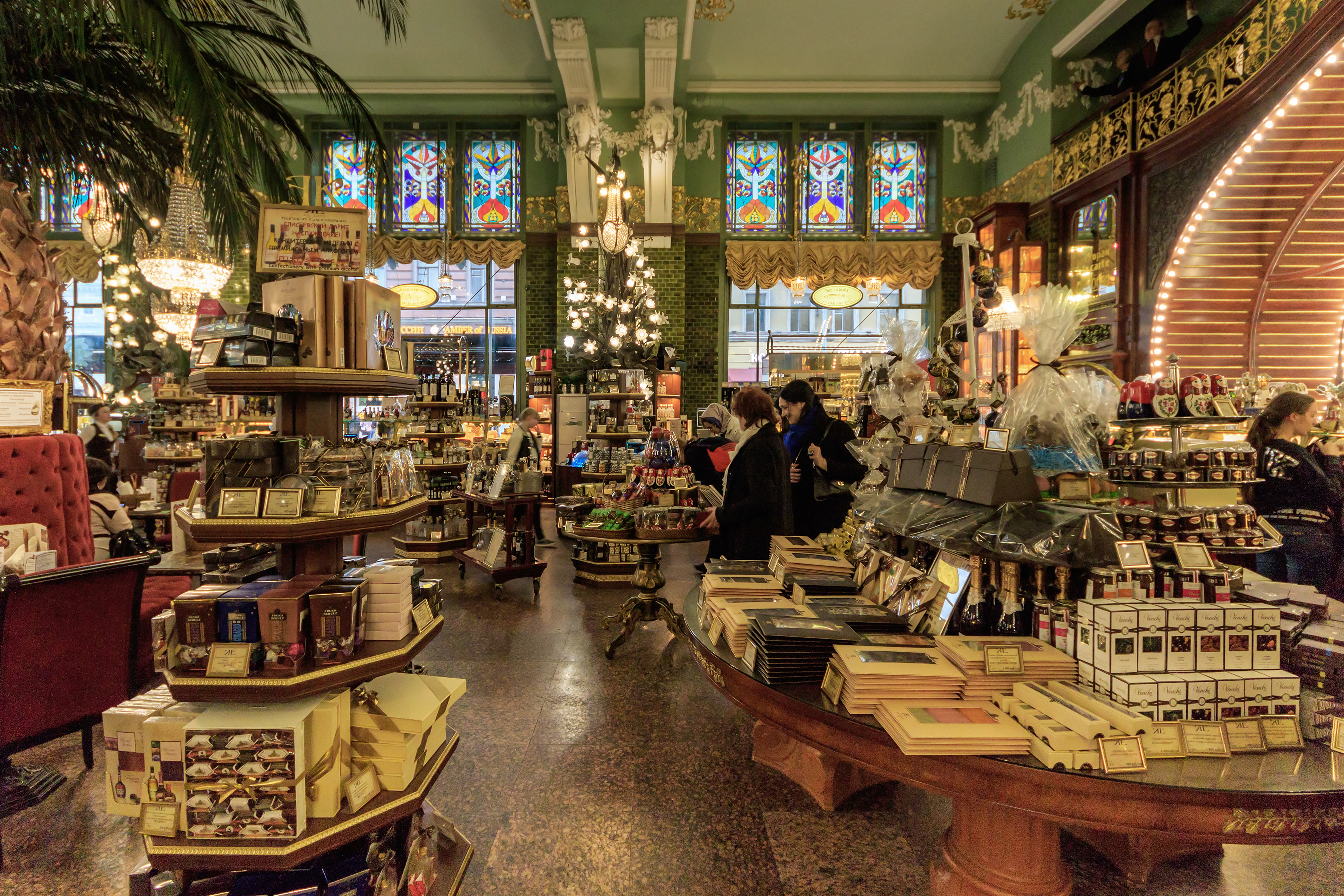
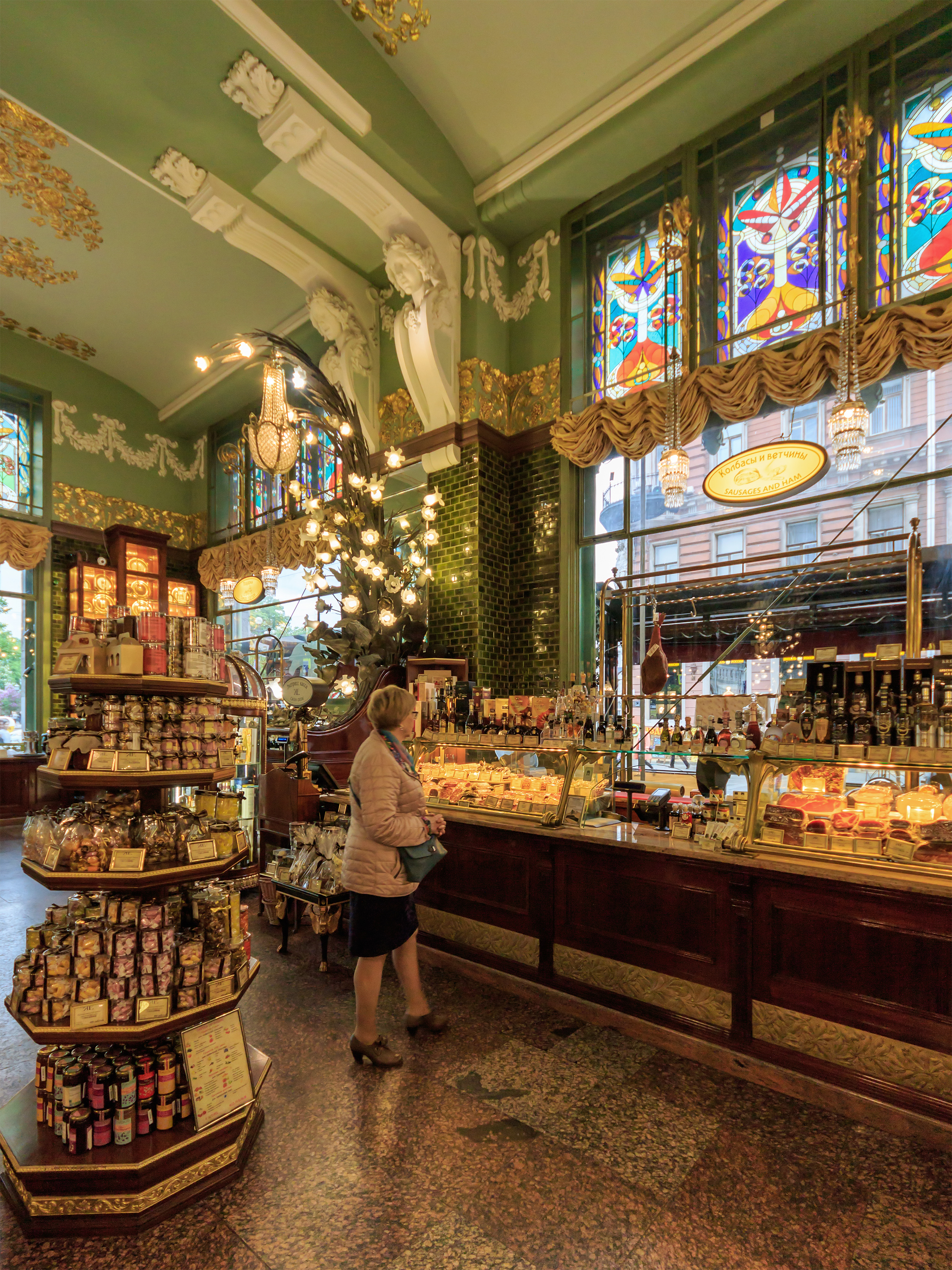
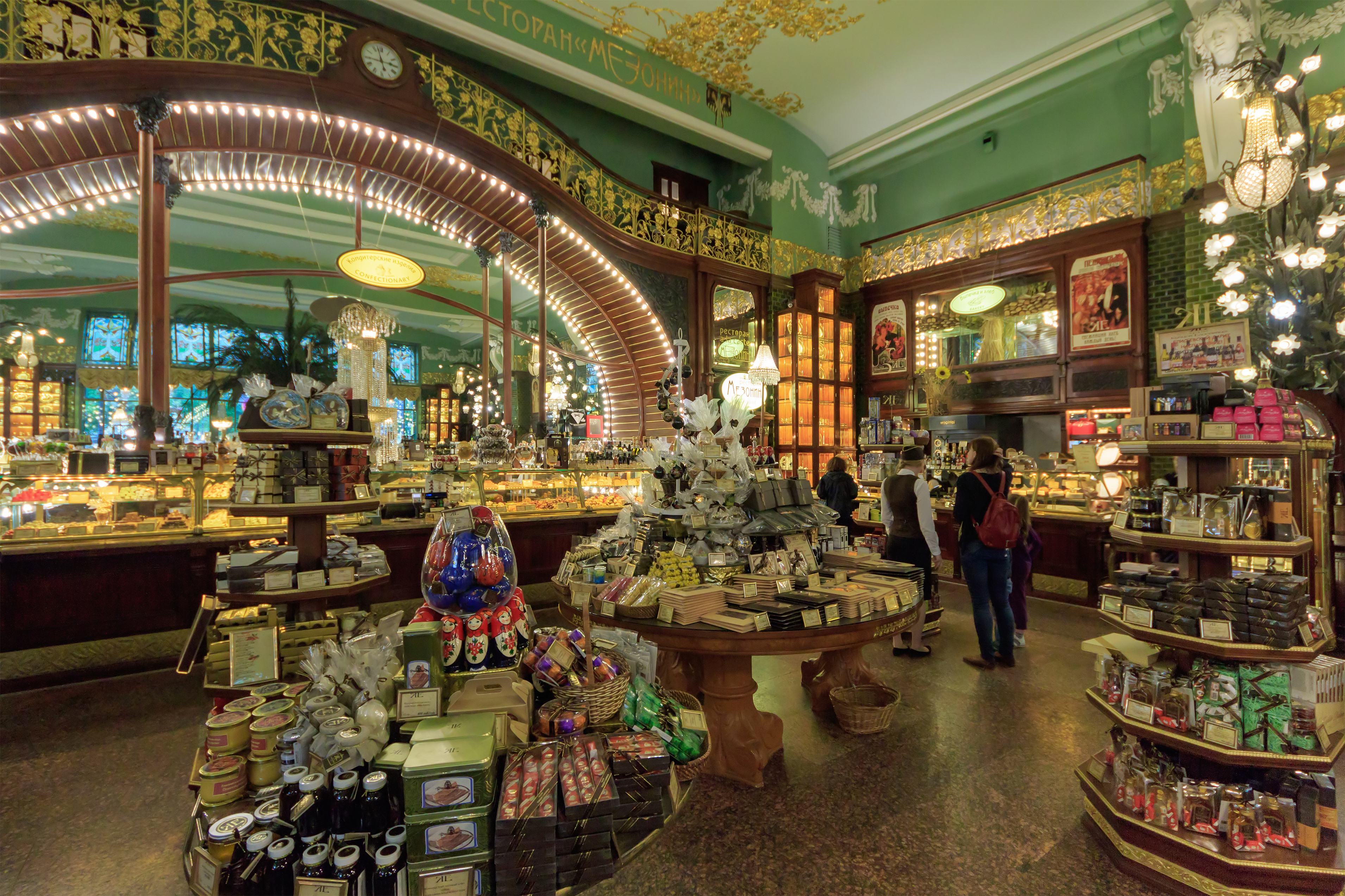

## История и современность

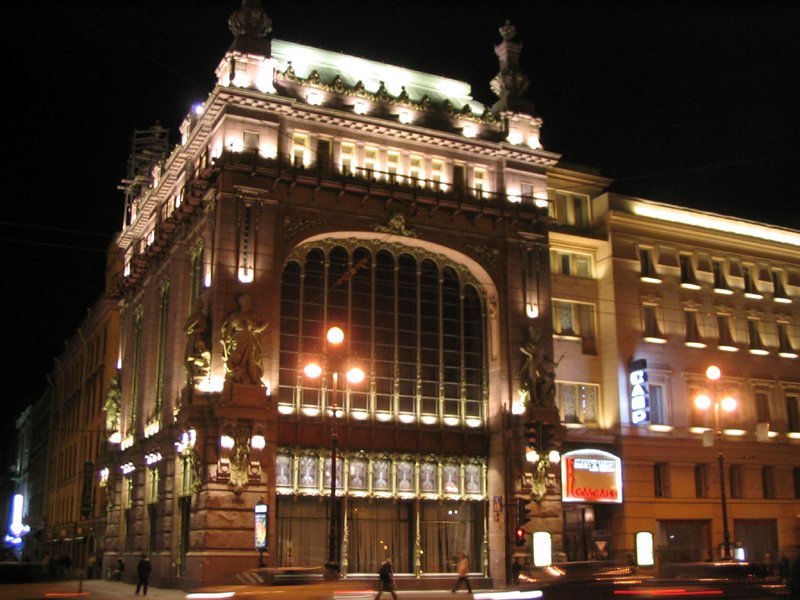
«Елисеевский магазин» ночью

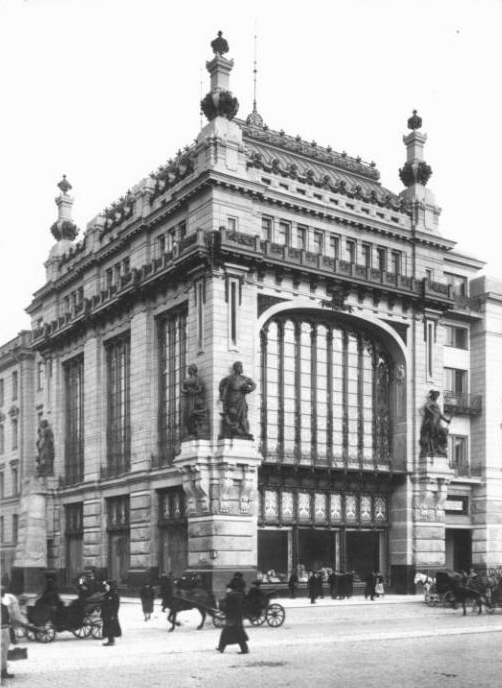
Магазин братьев Елисеевых в 1906 году. Фотография К. К. Буллы

В конце XVIII века на углу Невского проспекта и Малой Садовой улицы находился трехэтажный дом купца И. Апайщикова. Затем участком владели: сенатор Д. О. Баранов (с 1820-х), госпожа Бутримова, граф Г. Ф. Менгден (в 1850-х—1870-х), барон Е. П. Мейендорф. В середине XIX века в здании находилась контора журнала «Военный сборник», главным редактором которого был Н. Г. Чернышевский.
Здание было надстроено до 5 этажей в 1863 году (архитектор А. И. Тихобразов).
В январе 1881 года одно из полуподвальных помещений со стороны Малой Садовой улицы занял «Склад русских сыров Е. Кобозева», из которого народовольцы вели подкоп для закладки мины с целью покушения на Александра II.
Г. Г. Елисеев приобрёл участок в 1898 году. В то время в существовавшем здании располагались магазин, ломбард и ресторан В. И. Соловьёва. По заданию Г. Г. Елисеева архитектор Г. В. Барановский в 1900 году перестроил корпус по Малой Садовой улице, а в 1902—1903 годах построил существующее угловое здание с театром и магазином.
Современники были шокированы необычностью стиля здания. Поэт Георгий Иванов писал: «на Невском, как грибы, вырастали одно за другим „роскошные“ здания — настоящие „монстры“, вроде магазина Елисеева или дома Зингера». Стиль торговых домов раннего модерна стали называть «купеческим» модерном.
В советское время официальное название магазина было «Гастроном № 1 „Центральный“», но ленинградцы продолжали звать его Елисеевским магазином.
На втором этаже здания в 1929 году был открыт Театр сатиры, которым руководил Д. Г. Гутман, в 1931 театр был объединён с Театром комедии и переименован в Театр сатиры и комедии, ныне Театр комедии им. Н. П. Акимова.
24 июня 1941 года в витринах гастронома появились первые в Ленинграде «Окна ТАСС».
Блокадной зимой 1942—1943 годов в помещении театра шли спектакли Театра музыкальной комедии и Городского (Блокадного) театра.
В 1987—1988 годах отреставрирована отделка торгового зала.
В 1995 году установлена барельефная мемориальная доска купцам Елисеевым (скульптор Е. К. Дмитриев, архитектор В. П. Кун).
С 2002 года проводится реставрация фасадов и театра (работы ведёт институт «Спецреставрация», архитекторы В. П. Голуб и другие).
В период 2000—2010 годов магазин практически не работал, до 2005 года здание арендовал холдинг «Парнас», до марта 2010 года правом на аренду здания обладал «Арбат Престиж». С 15 сентября 2010 года арендатором здания стал ресторатор Евгений Пригожин (ООО «Паритет»).
30 ноября 2010 года здание внесено в федеральный перечень особо охраняемых объектов, с 15 февраля 2011 года в здании начались реставрационные работы.
8 марта 2012 года магазин вновь открыт для покупателей.